# Битва под Гдовом
Битва под Гдовом — одно из сражений русско-шведской войны 1656—1658. Войска псковского воеводы Ивана Хованского одержали победу над шведскими войсками графа Магнуса Делагарди, после чего русские войска перешли в наступление.

## Предыстория
Поражение под Валком тяжело сказалось на обороноспособности Новгородского полка, составной частью которого являлся Псковский полк. В июле 1657 года на должность псковского воеводы назначается стольник Иван Хованский. Новому воеводе предстояло не только восстановить дисциплину в полку, но и организовать наступление на шведов. Для усиления полка в августе 1657 года в Псков был переброшен рейтарский полк полковника Венедикта Змеева (около 1200 человек в составе 10 рейтарских и 3 драгунских рот).
Овладев инициативой, шведские войска перешли в наступление. В августе 1657 года корпус графа Делагарди осадил Юрьев, но при приближении Хованского снял осаду и отошёл к Ругодиву (Нарве). В сентябре шведы вторглись в Гдовский уезд, «и от королевского рубежа от города Сыренска через великою реку Нарову делали мосты и по мосту, перебрався через реку Нарову, похваляясь… государев богоспасаемый град Гдов взять и многие… великого государя места пройтить войною, и, Гдов город осадя, учинили посад и уезд пожигать». Князь Хованский своевременно узнал про вторжение шведской армии и успел усилить гарнизон города. Таким образом, шведам противостоял сильный гарнизон в 1000 человек (300 человек дворянского ополчения, 300 донских казаков, 200 стрельцов, 100 лужских казаков, 100 солдат), однако положение осаждённых осложнялось отсутствием в городе артиллерии, воевода Богдан Нащокин располагал всего двумя пушками. Тем не менее гарнизону удалось отбить все приступы и даже сделать несколько удачных вылазок.

## Ход битвы

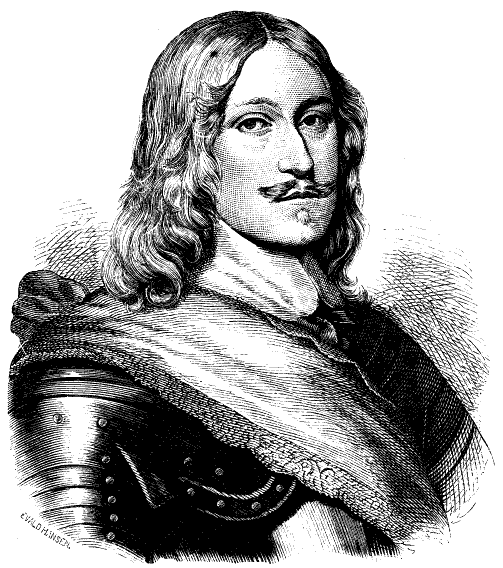
Граф Магнус Габриэль Делагарди

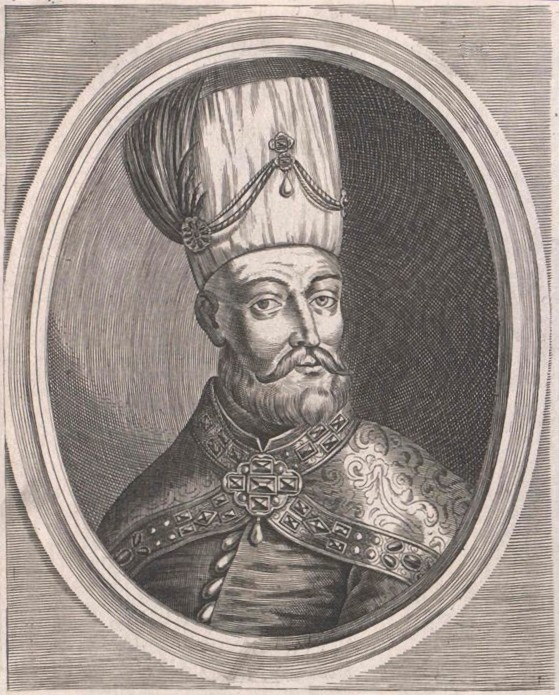
Стольник и воевода псковский князь Иван Андреевич Хованский

Узнав о приходе шведов, князь Хованский и второй воевода окольничий князь Тимофей Иванович Щербатов спешно выдвинулись к Гдову. В ночь на 16 сентября, после трехдневного марша, русские войска вышли к городу. Узнав о подходе Хованского, шведы попытались произвести отступление по Сыренской дороге. «И Господь Бог немецким людем убегнути не дал — ту нощь осветил месяцем, подобно дню мрачному».
Русские войска нагнали отступающую армию Делагарди в 3 верстах от Гдова на реке Черми. Начав преследование, князь Хованский послал вперед конницу: ертаул из 12 дворянских сотен, донских казаков и рейтар. После того, как те завязали бой, подошёл второй воевода окольничий князь Щербатов с частью конницы, пехотой обоих воевод («полковники с драгуны и с солдаты Александр Гамонт, Христофор Юкман, маэор Офонасий Дубасов» и псковские стрельцы двух приказов) и нарядом. Сам князь Хованский с конницей встал в резерве «не дошед реки Чермы,… опасаючи помычак на… государевых ратных людей от немецких людей, чтоб учинить помочь». «И в кой ночи по указу столника и воевод князь Ивана Ондреевича да околничево князь Тимофея Ивановича учинили… с немцы бой и билися, не щедя голов своих, многие часы о крепостях и о речке Черне: стрелбою на все стороны светило, яко некое великое пожарище. И сходились… с немцы друг з другом, конные и пешие, всяким боем, с третьяго часа нощи до першего часа дни».
Решающим манёвром была атака русских рейтар полковника Змеева. Рейтары сбили противника с позиций и обратили в бегство. Делагарди приказал сбросить в воду всю свою артиллерию. В 15-верстном преследовании русские войска рассеяли силы противника. «По смете, трупу немецких людей, подобно неве якой, навоз на поле мечющей в грудки».
В бою шведы потеряли убитыми генерал-лейтенанта фон Лива (победителя в Битве под Валком), генерал-майора фон Фитингофа, двух рейтарских и одного драгунского полковников. Русские захватили личный штандарт графа Делагарди и другие знамёна, включая знамя собственного драгунского эскадрона графа: «Граф Магнусова знамя на древке чёрной камки, на нём нашита серебром рука, а в ней меч. Евож граф Магнусова ближней шквадроны драгунского строю знамя алое тафтяное, на нём написана золотом коруна».

## Результаты
Разбив войска генерал-губернатора графа Делагарди, князь Хованский вернул инициативу русским войскам. Не мешкая, воевода перешёл в наступление. Скрытно переправившись через реку Нарву, князь Иван Андреевич вновь обрушился на графа Делагарди, у которого оставалось около 2000 человек. Внезапное появление русских посеяло панику, граф не принял боя и поспешно отступил к Ревелю. Немного не доходя до моря, князь Хованский прекратил преследование, дальше лежали земли, подверженные эпидемии чумы.
В руках Хованского оказались Сыренский и Нарвский уезды. Повернув к Нарве, русские войска захватили и сожгли посад. Собрав флотилию, князь переправился на правый берег Нарвы, опустошив Ивангородский и Ямский уезды. Нанеся ещё несколько поражений шведским войскам, князь вернулся в Псков.
Действия Хованского были восприняты как триумф русских войск. Литовский посол Стефан Медекша, находившийся в это время в Борисове, вспоминал: «А между тем дали знать… , что под Псковом шведов несколько тысяч разбито, палили на валах, а пехота вся стреляла, презентуя по городу и замку». Царь Алексей Михайлович простил новгородцам бегство под Валком, следственное дело было закрыто.
Победа князя Хованского свела на нет все успехи шведской армии в 1657 году и вернула стратегическую инициативу русской армии.